# Leucophyllum flyrii
Leucophyllum flyrii är en flenörtsväxtart som beskrevs av Billie Lee Turner. Leucophyllum flyrii ingår i släktet Leucophyllum och familjen flenörtsväxter. Inga underarter finns listade i Catalogue of Life.